# 伊闊利蒂鎮區 (密蘇里州米勒縣)
伊闊利蒂鎮區（英語：Equality Township）是位於美國密蘇里州米勒縣的一個行政鎮區。

## 地方資料
伊闊利蒂鎮區的面積為122.66平方千米，當中陸地面積為120.00平方千米，而水域面積為2.66平方千米。根據2020年美國人口普查的數據，當地共有人口1077人，而人口密度為每平方千米8.78人。